# Pákistánská hokejová reprezentace
Pákistánská hokejová reprezentace je národní hokejové mužstvo Pákistánu. Pákistán dosud není členem Mezinárodní federace ledního hokeje a nemůže se proto účastnit mistrovství světa ani zimních olympijských her. Mezinárodně Pákistán dosud nehrál.